# 마사리크 대학교

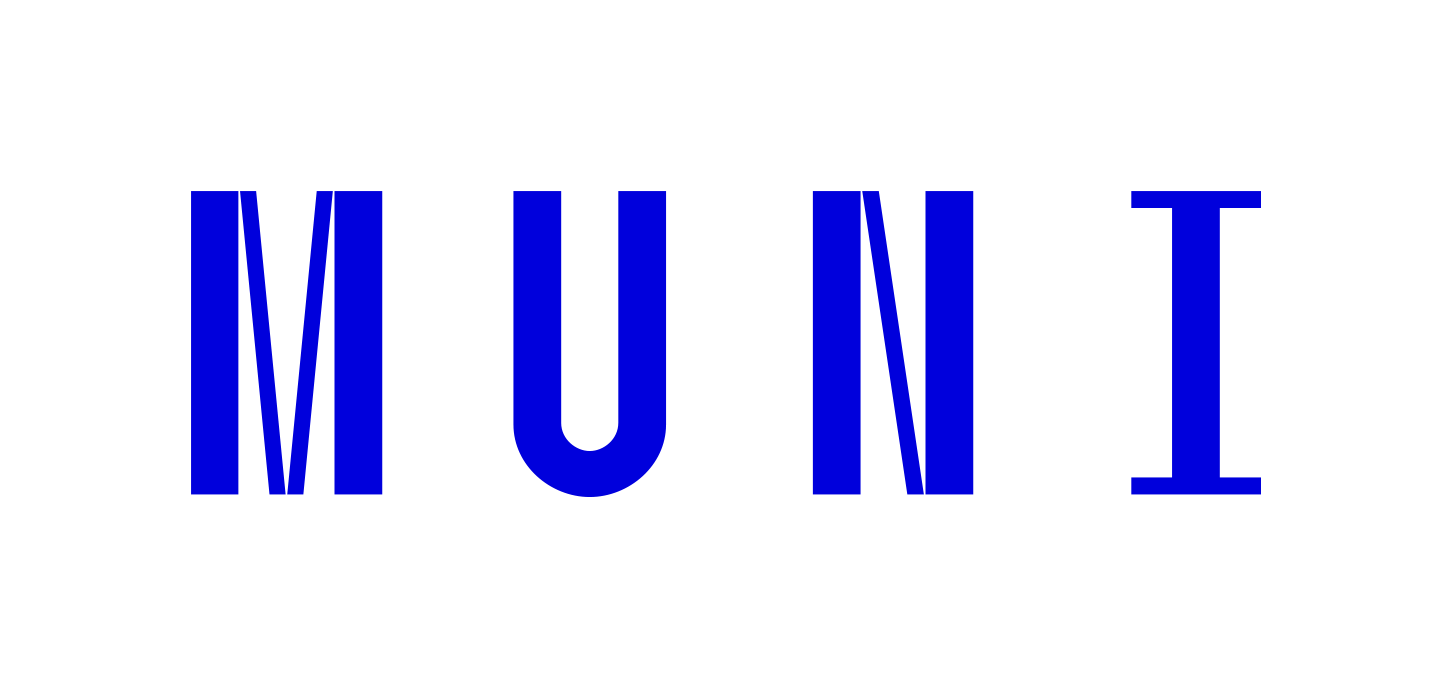
마사리크 대학교 로고

마사리크 대학교(체코어: Masarykova univerzita, 라틴어: Universitas Masarykiana Brunensis)는 체코 브르노에 위치한 공립 대학이다. 3,000명에 달하는 교직원들이 근무하고 있으며 35,115명에 달하는 학생들이 재학 중이다.
1919년에 설립되었으며 프라하 카렐 대학교에 이어 체코에서 2번째로 오랜 역사를 가진 대학교이다. 대학교 이름은 체코슬로바키아의 초대 대통령을 역임한 정치인인 토마시 가리크 마사리크에서 유래된 이름이다. 법학, 경제학, 교육학, 사회학, 이학, 정보학, 의학, 체육학, 미술학 등의 학과가 설치되어 있다.